# هپ‌لپ
هُپ‌لُپ (انگلیسی: Hoplop) مجموعه پارک‌های ورزشی سرپوشیده و ماجراجویی کودکان است که در سال ۲۰۰۵ در فنلاند تأسیس شد.
گردش مالی هپلپ در سال ۲۰۱۹ تقریباً ۲۰.۱ میلیون یورو و ضرر عملیاتی آن تقریباً -۲.۳ میلیون یورو بود. در سال ۲۰۲۱، هپلپ ۱۷ شعبه در فنلاند و در سال ۲۰۲۵، ۱۲ شعبه داشت.

## تاریخچه
هپلپ در سال ۲۰۰۵ توسط تامی پولکی و جونا هیتاسولا به همراه همسرانشان تأسیس شد.
هپلپ در سال ۲۰۱۰ برای تجدید ساختار بدهی درخواست داد.
در اکتبر ۲۰۱۵، شرکت سرمایه‌گذاری Intera سهامدار اکثریت هپ‌لپ شد. مدیریت فعلی شرکت در شرکت ادامه یافت و سهام قابل توجهی را به عنوان سهامدار حفظ کرد. در سال ۲۰۱۷، هپ‌لپ سالن ورزشی هویمالا را خریداری کرد و در نوامبر-دسامبر ۲۰۱۷، هویمالا به پارک هویمالا تبدیل شد.
با توجه به وضعیت مالی دشوار ناشی از دنیاگیری کووید-۱۹، این شرکت در اکتبر ۲۰۲۰ درخواست تجدید ساختار شرکت را داد. در مارس ۲۰۲۱، کپ‌من اعلام کرد که هپ‌لپ را به طور کامل خریداری خواهد کرد.
در سال ۲۰۲۳، شرکت مادر لئوز لیکیما گروه لئو مجموعه هپ‌لپ را خریداری کرد.
هپ‌لپ دوباره در پاییز ۲۰۲۴ درخواست تجدید ساختار شرکت را ارائه داد و اعلام کرد که پنج شعبه خود را تعطیل خواهد کرد که شامل منطقه لیناینمای تامپره،  پیرکالا،  تورکو (با نام لئوز)، پارک پورتی‌پوئیستو در وانتا و لوهیا هستند.
تمام پارک‌های هپ‌لپ و لئوز لیکیما در نیمه اول سال ۲۰۲۵ به لئو (Leo's) تغییر نام دادند.

### بین‌المللی شدن
هپ‌لپ اولین پارک خود را در خارج از کشور در پولهایم آلمان، نزدیک کلن، در ژوئن ۲۰۱۸ افتتاح کرد. 2024 زمین بازی سرپوشیده پولهایم به برند لئو تغییر یافت.

## شعبه‌های هپ‌لپ
پارک‌های ماجراجویی هر روز از ساعت ۱۰ صبح تا ۸ شب باز هستند. 
- اسپو: مرکز خرید مریتولی (اکنون لئوز)، سلو (متوقف‌شده)، فینو
- هلسینکی (Roihupelto، مرکز خرید روئوهولاهتی (متوقف‌شده)، پاسیلا، مرکز خرید هلسینکی اوتلت)
- لئوز یوئنسو
- لئوز یووسکوله
- لئوز کوئوپیو
- لئوز لاپن‌رانتا
- لوهیا (در پاییز ۲۰۲۴ متوقف شد)
- لئوز اولو
- پیرکالا (در پاییز ۲۰۲۴ متوقف شد)
- لئوز رایسیو
- ریهی‌مکی (متوقف شده)
- لئوز سینه‌یوکی
- لاینانمای تامپره (در پاییز ۲۰۲۴ متوقف شد)
- تورکو (در پاییز ۲۰۲۴ متوقف شد)
- لئوز واسا
- پورتی‌پوئیستوی وانتا (در پاییز ۲۰۲۴ متوقف شد)[۴]